# Lygodactylus regulus
Lygodactylus regulus (принцевий карликовий гекон) — вид геконоподібних ящірок родини геконових (Gekkonidae). Ендемік Мозамбіку.

## Поширення і екологія
Принцеві карликові гекони відомі з типової місцевості, розташованої на схилах гори Намулі в провінції Замбезія. Вони живуть у вологих гірських тропічних лісах та в саванах. Зустрічаються на висоті від 1200 до 1800 м над рівнем моря.

## Збереження
МСОП класифікує стан збереження цього виду як близький до загрозливого. Lygodactylus regulus загрожує знищення природного середовища. 